# Ogmaster
Ogmaster is een geslacht van zeesterren uit de familie Goniasteridae.				

## Soort
- Ogmaster capella (Müller & Troschel, 1842)